# Relatos iraníes
Relatos iraníes es una película dramática iraní de 2014 dirigida por Rakhshan Bani-E'temad. El filme está conformado por siete relatos sobre personas de clase baja en Teherán. Compitió por el León de Oro y ganó el Premio al mejor guion en Festival Internacional de Cine de Venecia de 2014 y formó parte de la sección de Cine Contemporáneo Mundial del Festival Internacional de Cine de Toronto de 2014.

## Reparto
- Habib Rezaei
- Mohammad-Reza Foroutan
- Mehraveh Sharifinia
- Golab Adineh
- Mehdi Hashemi
- Babak Hamidian
- Peyman Moaadi